# Bazylika Najświętszej Marii Panny i św. Bartłomieja w Piekarach Śląskich
Bazylika Najświętszej Marii Panny i św. Bartłomieja w Piekarach Śląskich – bazylika mniejsza wchodząca w skład Sanktuarium Matki Sprawiedliwości i Miłości Społecznej.

## Historia
Znana z XII-wiecznych dokumentów historycznych osada Piekary, od 1303 roku posiadała niewielki drewniany kościółek pod wezwaniem św. Bartłomieja Apostoła, w stylu romańskim. W bocznym ołtarzu mieścił się wizerunek Maryi Panny nieznanego autora i fundatora. Geneza cudowności wzięła początek w XVII wieku. Lud coraz częściej zaczął gromadzić się przed obrazem, by oddawać cześć Matce Bożej. Według relacji ks. proboszcza Jakuba Roczkowskiego po przeniesieniu obrazu w 1659 roku do ołtarza głównego nastąpiły liczne wypadki cudownych uzdrowień.
W 1676 roku w Tarnowskich Górach wybuchła zaraza, wtedy to pielgrzymi z miasta modlą się przed obrazem Matki Bożej, a gdy wracają zaraza zaczyna ustępować. Była to pierwsza tzw. pielgrzymka „ślubowana”, kiedy to cała wioska podejmowała zobowiązanie, że co roku w określonym dniu odbędzie pielgrzymkę jako podziękowanie za otrzymane łaski. W 1680 roku wybuchła zaraza w Pradze, wtedy cesarz Leopold I Habsburg zwrócił się z prośbą o przywiezienie obrazu. 15 marca 1680 roku w uroczystej procesji przeniesiono obraz ulicami Pragi. Zaraza ustąpiła, a arcybiskup praski Jan Fryderyk Waldstein potwierdził urzędowo cudowność obrazu. W drodze powrotnej obraz zatrzymał się w miejscowości Hradec Králové, gdzie ludzie również cierpieli na skutek zarazy. W rok później miasto jako dowód wdzięczności ofiarowało Piekarom obraz wotywny.
20 sierpnia 1683 roku król Jan III Sobieski, zmierzając pod Wiedeń, gdzie stoczył zwycięską bitwę z wojskami wezyra Kary Mustafy pragnął pomodlić się w piekarskim kościele, gdzie wysłuchał mszy i przed obrazem Matki Bożej prosił o zwycięstwo.
W 1702 roku ze względu na bezpieczeństwo, które zagrożone było walkami religijnymi obraz Matki Bożej wywieziono do kościoła św. Krzyża w Opolu, gdzie znajduje się do dziś. Tam ikona przez długi czas nie wyróżniała się szczególną czcią i nie przyciągała pielgrzymek. Natomiast do Piekar, mimo iż w kościele znajdowała się tylko replika obrazu przybywały pielgrzymki, co jeden z ówczesnych księży skwitował słowami: Nie pędzel tu mocen, ni praca człowieka, ni drzewo, ni płótno, jeno Duch Boży, który sobie to miejsce i ten lud upodobał.
Rosnący kult maryjny pociągał za sobą takie ożywienie ruchu pątniczego w XIX wieku, że drewniany kościółek okazał się zbyt ciasny. W 1826 roku proboszczem został ks. Jan Alojzy Ficek, który postanowił wybudować nową, większą, murowaną świątynię. Budowali ją miejscowi ludzie, którzy także zbierali pieniądze na ten cel. Konsekracji nowego, neoromańskiego kościoła dokonał biskup wrocławski Melchior von Diepenbrock 22 sierpnia 1849 roku. Wokół świątyni według projektu Daniela Groetschla znajdują się cztery kaplice oraz Rajski Plac z piątą kaplicą św. Rafała, w której znajduje się ołtarz z pierwotnego kościoła św. Bartłomieja. Wzdłuż muru kościelnego, na kamiennych cokołach umieszczono wykute w kamieniu figury 12 Apostołów.
1 grudnia 1962 roku papież Jan XXIII nadał kościołowi piekarskiemu tytuł Bazyliki Mniejszej. W 1999 roku rozpoczął się gruntowny remont kościoła.

## Obraz
W ołtarzu znajduje się obraz Matki Boskiej Piekarskiej. Właściwy obraz znajduje się jednak w Opolu. Obecny obraz ma wymiary 99 × 77 cm, układ ma taki sam jak oryginał, tzn. Maryja trzyma dzieciątko na lewej ręce, w prawej trzyma jabłko (typ: Hodigitria), jednak znikła widoczna w pierwowzorze bizantyjska surowość formy. Niewiele pozostało też z cech gotyckich: dłonie i palce zostały skrócone, fałdy szat nabrały płynności, przekształcono rysy twarzy i stonowano kolory. Namalowany pod koniec XVII wieku obraz początkowo pełnił rolę kopii, po wywiezieniu oryginału, sam zajął z czasem jego miejsce i zasłynął licznymi łaskami. 15 sierpnia 1925 roku obraz Madonny Piekarskiej został koronowany przez nuncjusza papieskiego Wawrzyńca Lauri, a korony podarował i poświęcił papież Pius XI. Podczas II wojny światowej, w nocy z 7/8 grudnia 1940 roku nieznani sprawcy ukradli z obrazu papieskie korony. Do dziś nie wiadomo czy była to prowokacja ze strony władz niemieckich, czy po prostu zwykły rabunek. Pierwszej rekoronacji dokonano w 1965 roku. Kolejna profanacja miała miejsce w nocy z dnia 29 lutego/1 marca 1984 roku. W kościele trwały wtedy prace konserwatorskie, m.in. polegające na wymianie witraży. Okoliczności te ułatwiły rabunek. Dnia 15 września 1985 roku biskup Herbert Bednorz dokonał drugiej rekoronacji cudownego obrazu, zaś biskup Damian Zimoń odmówił akt zawierzenia diecezji katowickiej Pani Piekarskiej. Od tej pory Matka Boska Piekarska jest główną patronką archidiecezji katowickiej. Natomiast od 2014 roku jest patronką Piekar Śląskich. 15 sierpnia 2015 roku do bazyliki powróciły korony skradzione w 1984 roku. Spoczywały dotąd w archiwum archidiecezjalnym. Za sprawą ks. abpa Wiktora Skworca zostały przekazane do Piekar w 90-tą rocznicę koronacji obrazu Matki Bożej Piekarskiej. Wcześniej 22 kwietnia 2015 roku na placu św. Piotra w Rzymie zostały poświęcone przez Ojca Świętego Franciszka. Po 90 latach od koronacji obrazu koronami Piusa XI piekarskie Sanktuarium znowu może cieszyć się koronami papieskimi. Na stałe korony zostały umieszczone pod cudownym obrazem Matki Bożej.

## Kalwaria i Chwalebne Misterium Męki Pańskiej
Misterium Męki Pańskiej po wielu latach przerwy powróciło do Piekar w 2015 roku. Pierwsza inscenizacja ostatnich dni i godzin życia Chrystusa odbyła się na piekarskiej kalwarii w 1900 roku i wzięło w niej udział ok. 40 piekarzan. Inicjatorem, reżyserem, a jednocześnie kostiumologiem został Emil Wartini, który z dużą dbałością o szczegóły wykorzystał dopiero co poświęcone kalwaryjskie wzgórze. Już wtedy piekarskie Misterium przyciągnęło tłumy. W Wielki Piątek uczestniczono w inscenizowanej Drodze Krzyżowej, która wtedy nosiła nazwę „Żywo Męka”. Czasy wojny i komunistycznej zawieruchy wyparły z Piekar tradycję Misterium, która przetrwała jednak w formie tzw. „Obchodów kalwaryjskich”, odprawianych przez lata m.in. z okazji sanktuaryjnych odpustów.
W 2015 roku wznowiono organizację Misterium, w którym obecnie uczestniczy ok. 130 aktorów – amatorów z Piekar Śląskich i miast ościennych. Chwalebnie Misterium Męki Pańskiej to jedno z największych tego typu wydarzeń pasyjnych w kraju. Oprócz aspektu artystycznego nie można zapomnieć o duchowym wymiarze tego przedsięwzięcia. Misterium w Piekarach jest bowiem połączeniem inscenizacji, modlitwy i elementów liturgicznych. Zgodnie z opisem ewangelicznym Chwalebne Misterium Męki Pańskiej, na piekarskiej kalwarii odbywa się w Niedzielę Palmową, Wielki Czwartek oraz w Wielki Piątek. Obecnie organizacją Misterium zajmuje się powołane w listopadzie 2017 roku przez Metropolitę Katowickiego abp Wiktora Skworca – Piekarskie Bractwo Kalwaryjskie.

## Piekarscy proboszczowie
- ks. Piotr (XIV wiek) – pierwszy, bliżej nieznany pleban, od 1326 spełniający swoją posługę w Piekarach
- ks. Józef Ozdoba (XVII wiek) – w 1630 zlecono mu tymczasowo funkcję proboszcza, doprowadził budynek kościelny do stanu względnej używalności
- ks. Stanisław Diluszowicz (XVII wiek) – od 1657 tymczasowy proboszcz piekarski, w krótkim czasie zbudował przy kościele trzy domy gospodarcze i stodołę, zapewniając ekonomiczne funkcjonowanie parafii
- ks. Sebastian Sebastiański (XVII wiek) – proboszcz piekarski do 1659 r., który krótko sprawował opiekę duszpasterską
- ks. Jakub Roczkowski (XVII wiek) – proboszcz piekarski w latach 1659–1679; w bocznym ołtarzu odnalazł zapomniany i zakurzony obraz Matki Bożej, który po oczyszczeniu został przeniesiony do ołtarz głównego, po tym wydarzeniu należy upatrywać początku kultu maryjnego w okolicy, w 1678 odbył się jego proces w sądzie biskupim, za brak informacji o kulcie Piekarskiej Pani u władz zwierzchnich, skazany na miesiąc aresztu, wkrótce proboszcz złożył rezygnację z prowadzenia parafii, jednak cudowny obraz pozostał w ołtarzu głównym
- ks. Jan Kranich (XVIII wiek) – jezuita, zarządca parafii, ostatni superior z piekarskich jezuitów zarządzających w latach 1776–1790 parafią i sanktuarium
- ks. Bartłomiej Suchan (1790–1822) – złożył petycję do króla pruskiego Fryderyka Wilhelma w sprawie powrotu oryginalnego obrazu Matki Boskiej do Piekar, spotkał się jednak z odmową
- ks. Józef Nitsch (1822-1826)
- ks. kanonik Jan Alojzy Nepomucen Ficek (1826–1862)
- ks. Bernard Purkop (1862–1882)
- ks. Antoni Sobota (1882–1885) – ze względu na jego ciągłe choroby następuje pewien zastój działań religijno-społecznych
- ks. kanonik Leopold Nerlich (1885–1895)
- ks. Karol Nerlich (1895–1900)
- ks. kanonik Paweł Zielonkowski (1901–1903) – wszelkim nabożeństwom odprawianym w piekarskim kościele nadawał zewnętrznego blasku, germanizator, walczył z polskim śpiewem w kościele
- ks. Strzybny, administrator (1903–1913) – ksiądz wielkiego zapału, pracowitości i oddania się Matce Bożej, przez parafian nazwany „ks. Złotym”
- ks. Eugeniusz Anders (1913–1924) – po I wojnie światowej rozpoczął odmalowywanie kościoła
- ks. Franciszek Szulc, administrator (1924)
- ks. prałat Wawrzyniec Pucher (1924–1941) – dokonał restauracji świątyni na uroczystą koronację obrazu Matki Boskiej Piekarskiej, nawiązał kontakt z Polskim Radiem w Katowicach, które rozpoczęło nadawanie nabożeństw z Piekar, organizował zloty młodzieży męskiej i żeńskiej, odznaczony Złotym Krzyżem Zasługi, w 1940 aresztowany i przeznaczony do wysyłki do obozu koncentracyjnego w Dachau, został niespodziewanie zwolniony, zmarł rok później, pochowany w Piekarach
- ks. Henryk Ligoń, administrator (1941–1947) – w kościele założył nowoczesne ogrzewanie oraz zakupił nowe dzwony, zapoczątkował organizowanie pielgrzymek stanowych
- ks. Antoni Godziek, administrator (1947–1957), proboszcz (1957–1973)
- ks. prałat Władysław Student, proboszcz i kustosz Sanktuarium (1973–1998) – rozpoczął remont kościoła, wież kościelnych oraz dachu, a następnie renowację malowideł Bazyliki, odnowił Rajski Plac i znajdujące się na nim kaplice
- ks. prałat Władysław Nieszporek, proboszcz i kustosz Sanktuarium (1998–2018) – wyremontował wieże i stronę zewnętrzną kościoła oraz przylegające do muru otaczającego świątynię kaplice. Wybudował muzeum sanktuaryjne. Rozpoczął budowę Domu Rekolekcyjno-Pielgrzymkowego Nowej Ewangelizacji „Nazaret”
- ks. Krzysztof Fulek, proboszcz i kustosz Sanktuarium (2018–2021)
- ks. kanonik Mirosław Godziek, proboszcz i kustosz Sanktuarium (od 2021)

## Galeria

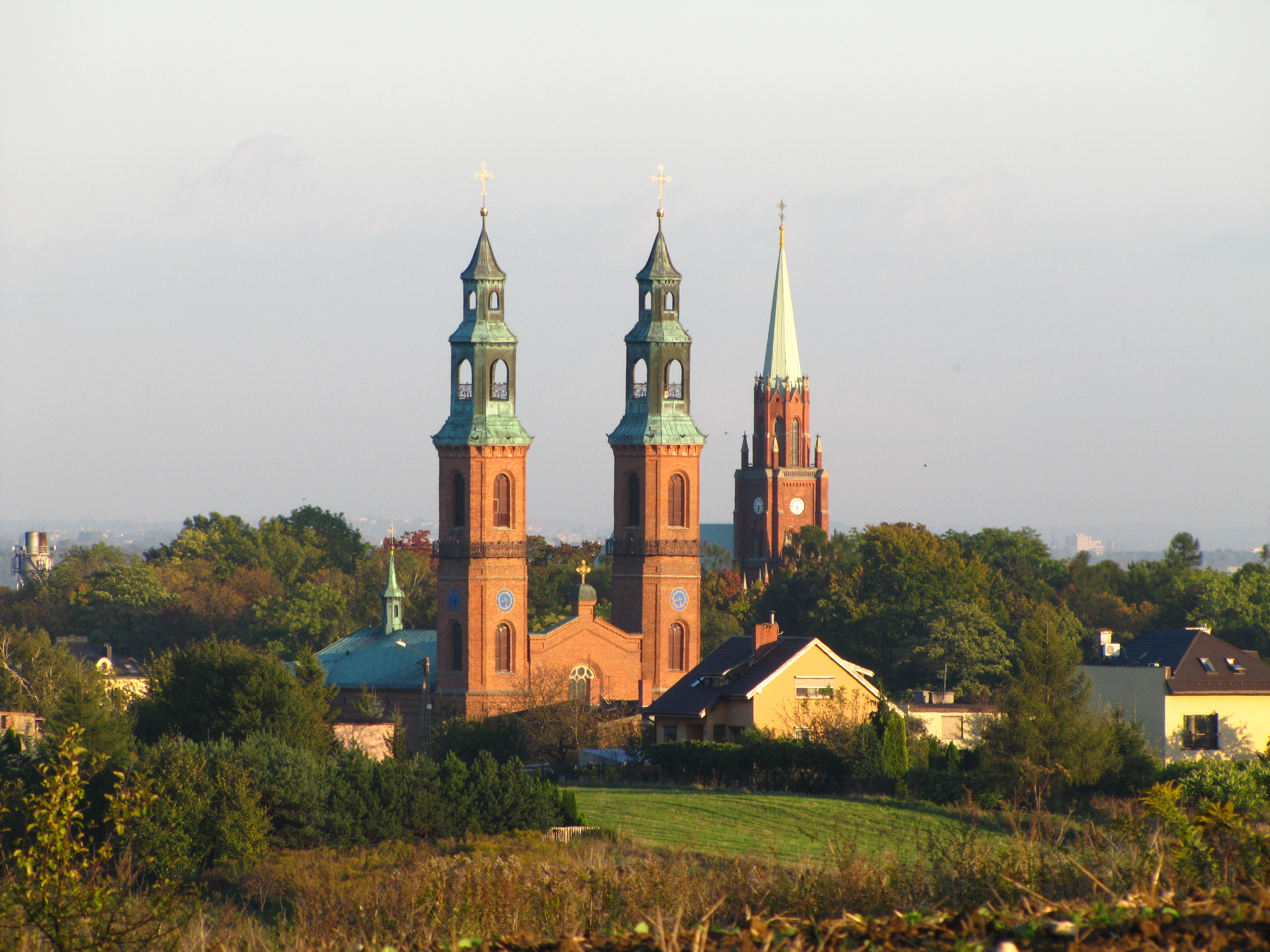
Fasada z wieżami (2014)
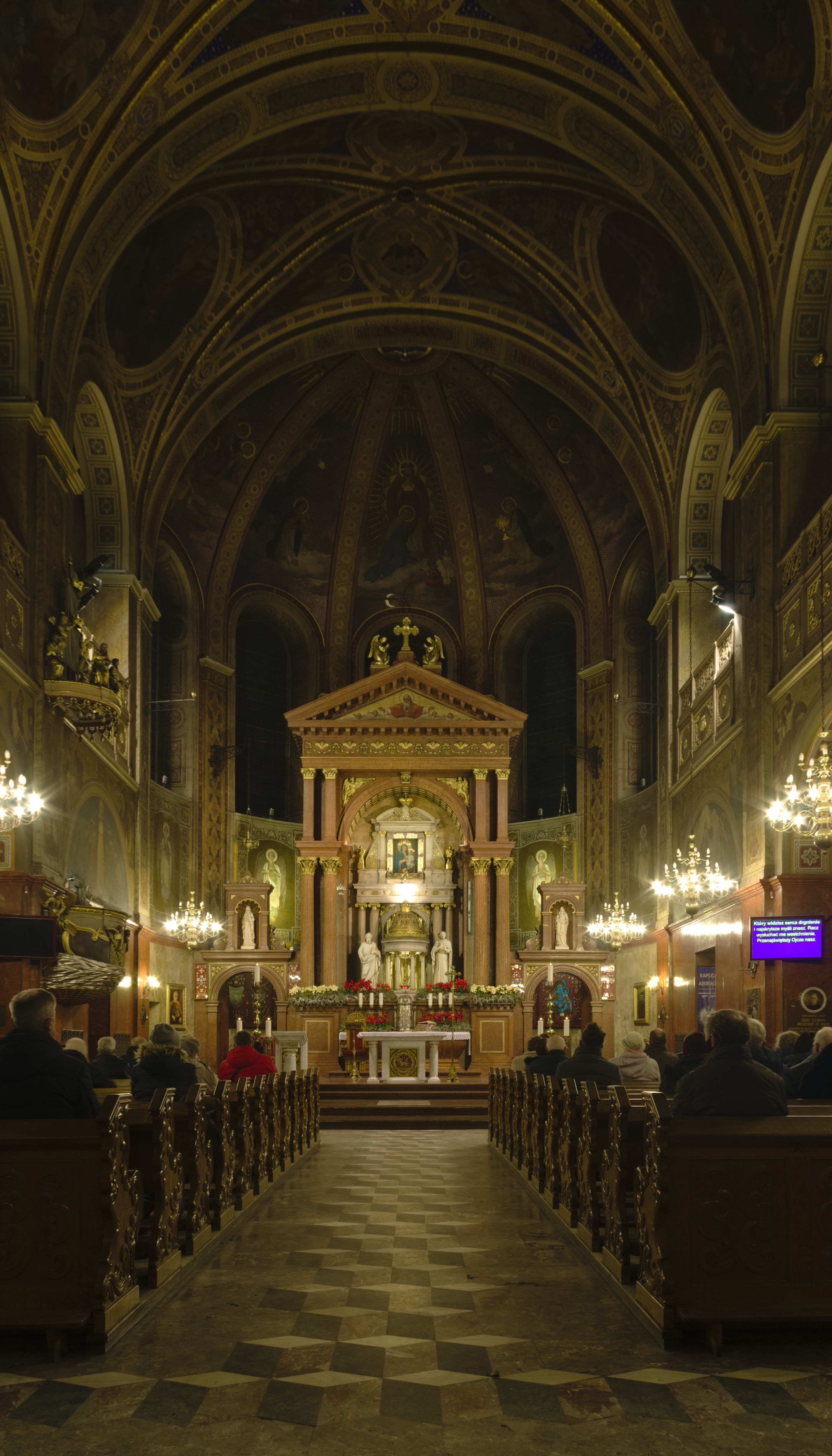
Wnętrze nocą (2021)
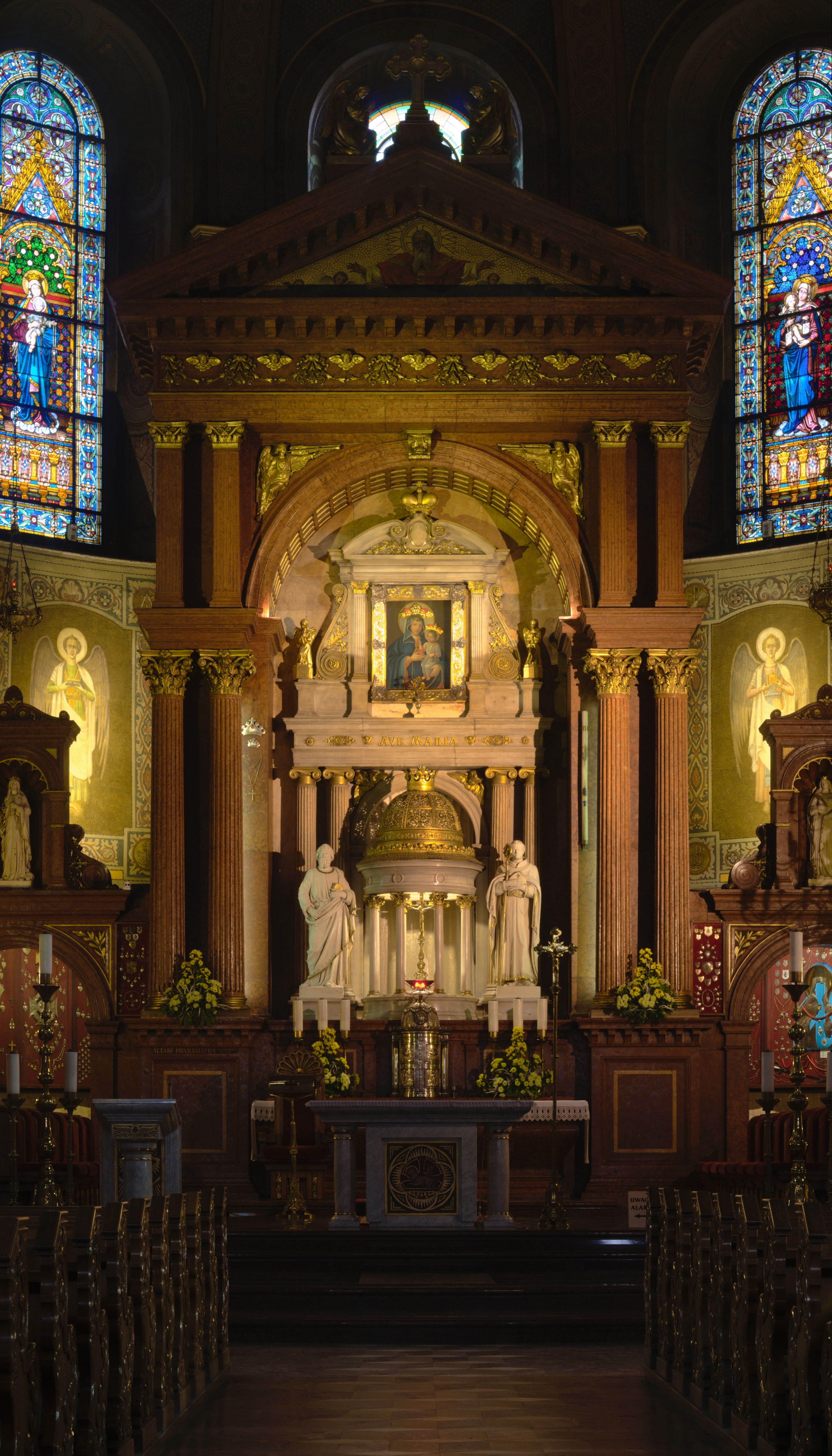
Ołtarz główny (2020)
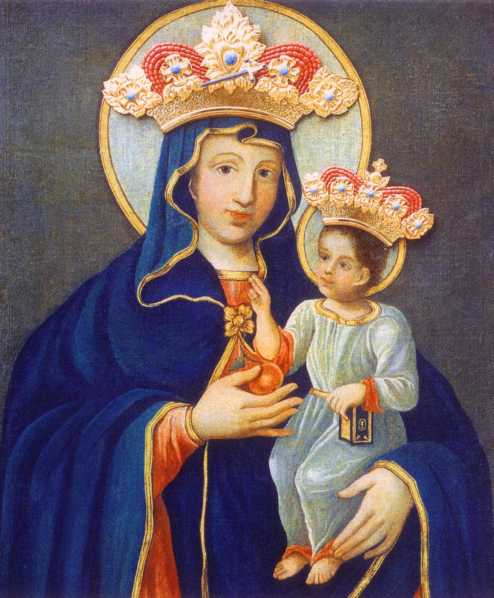
Obraz Matki Boskiej Piekarskiej w ołtarzu głównym
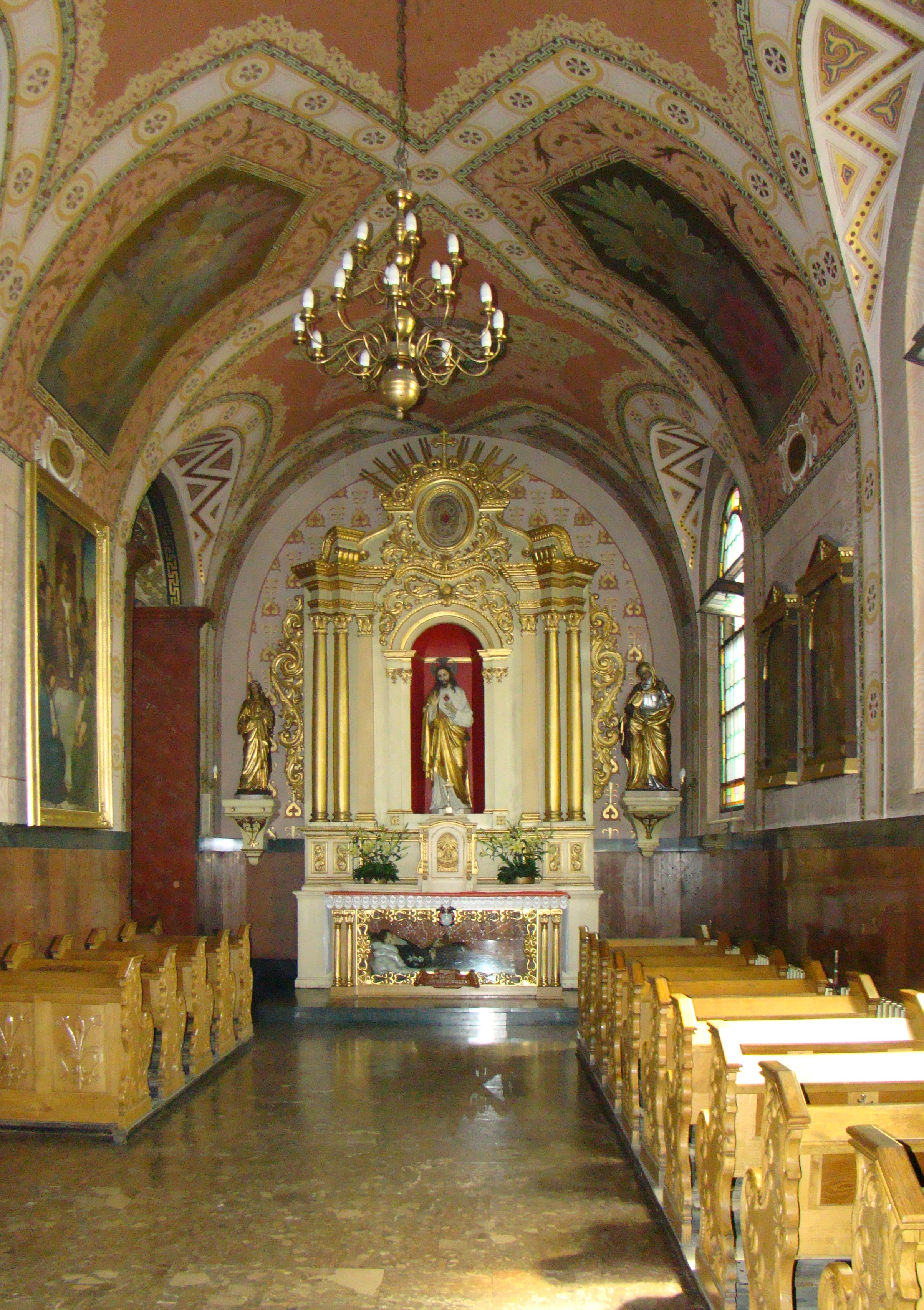
Ołtarz boczny z symbolicznym grobem św. Stanisława Kostki (2014)
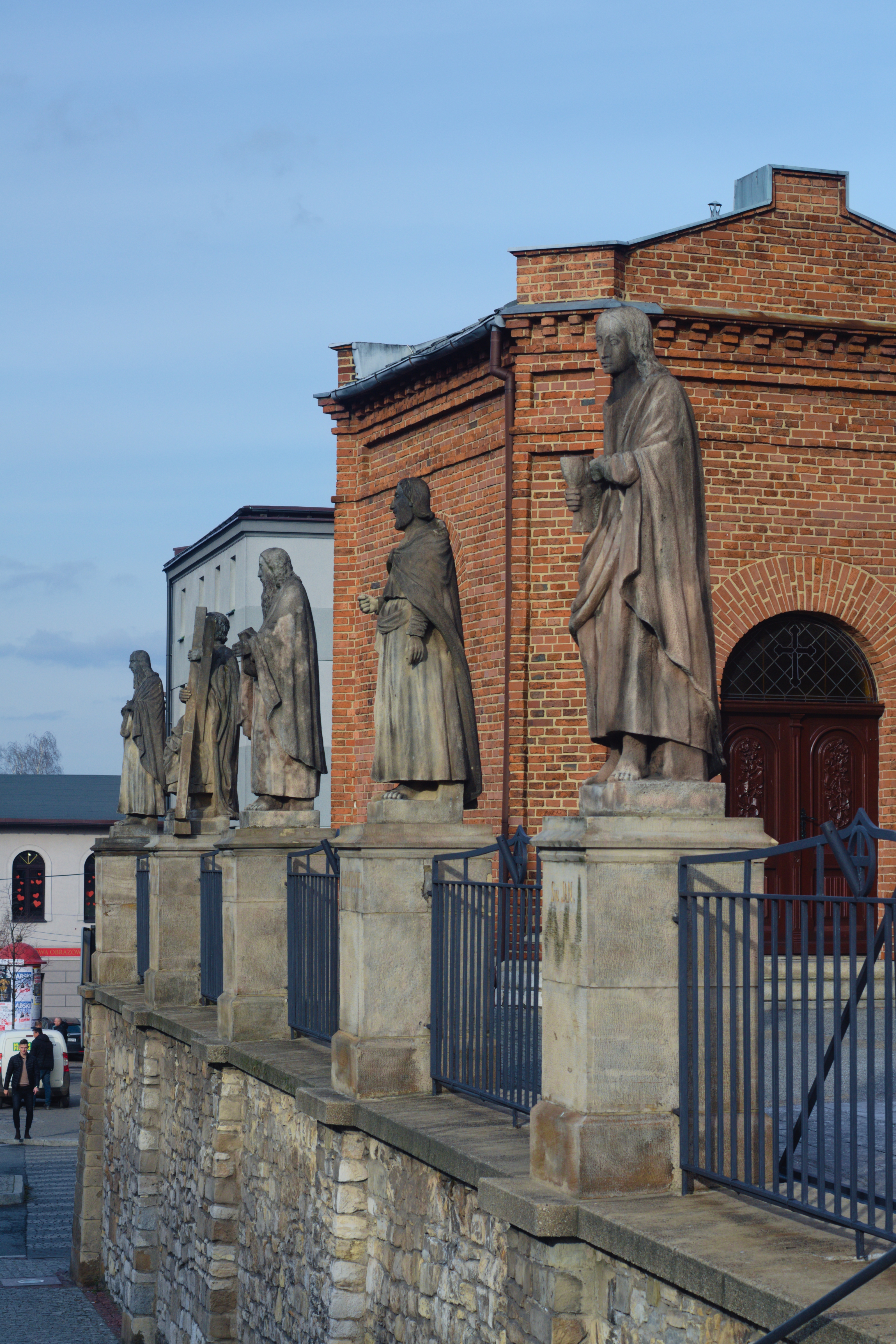
Ogrodzenie kościoła z rzeźbami apostołów (2020)